# Filadelfio Aparo
(La figlia intervistata da Danilo Daquino per MeridioNews)
Filadelfo Aparo (Lentini, 15 settembre 1935 – Palermo, 11 gennaio 1979) è stato un poliziotto italiano, vittima di mafia.I figli sono:Maurizio Aparo,Vincenzo Aparo e Francesca Aparo.I Nipoti sono Filadelfo Aparo,Cristiano Aparo e Giordano Aparo

## Biografia
Entrato a far parte del Corpo delle guardie di pubblica sicurezza nel 1956, prestò servizio presso le sedi di Bari, Taranto, Nettuno e alla Questura di Palermo, dove operò inizialmente nella sezione antirapina e qualche anno dopo nella squadra "Catturandi". Proprio per i valori in cui credeva e per la passione e tenacia che metteva nel compiere semplicemente il suo dovere, fu insignito di numerosi premi e riconoscimenti.
Vicebrigadiere della Squadra mobile della Pubblica Sicurezza della questura di Palermo e stretto collaboratore del commissario Boris Giuliano, fu assassinato all'età di 43 anni in un agguato di mafia la mattina dell'11 gennaio 1979 a Palermo, in piazza tenente Anelli nº 25, con numerosi colpi di lupara. Il suo assassinio si deve alla vendetta delle cosche che decisero di eliminare un "segugio" particolarmente efficiente e pericoloso. Il sottufficiale era impegnato in delicate indagini mirate alla ricerca dei latitanti e all'individuazione degli organigrammi di cosche mafiose palermitane.
Lasciò la moglie Maria e tre figli, Vincenzo di 10 anni, Francesca di 5 e Maurizio di appena un anno.
In suo ricordo è stato piantato un albero nel Giardino della Memoria che ricorda le vittime della mafia a Palermo. Il giardino è stato realizzato in un appezzamento di terreno confiscato alla mafia. Il comune di Lentini, inoltre, gli ha dedicato una via e una targa, distrutta dai vandali e oggi riparata.

### Le indagini e i processi sull'omicidio
Nel febbraio 1979, a poco più di un mese dal delitto, venne arrestato Giuseppe Ferrante, un venditore ambulante di 23 anni, riconosciuto da un testimone oculare come presente nei pressi del luogo dell'omicidio in funzione di "palo" dei killer. Venne perciò condannato all'ergastolo "in concorso con ignoti". Tuttavia negli anni '90 ben cinque collaboratori di giustizia (Gaspare Mutolo, Salvatore Cucuzza, Francesco Di Carlo, Francesco Marino Mannoia e Salvatore Contorno) affermarono che Ferrante non c'entrava nulla e i reali responsabili di quel delitto erano stati Pino Greco "Scarpuzzedda" e Giuseppe Lucchese. Per questo motivo, gli avvocati di Ferrante, Alfredo Galasso e Roberto Avellone, provarono a presentare un'istanza di revisione del processo, che però venne bocciata dalla Corte d'assise d'appello di Palermo, con la motivazione che «non si può escludere» del tutto che Ferrante sia colpevole.

## Influenza culturale
La figura del poliziotto è stata ripresa nel film La mafia uccide solo d'estate di Pif con l'interpretazione di Claudio Collovà, e anche nella omonima serie TV.